# Cybill
Cybill ist eine US-amerikanische Sitcom, die von 1995 bis 1998 von dem Sender CBS produziert wurde und ganz auf Hauptdarstellerin Cybill Shepherd zugeschnitten war. In Deutschland war die Serie ab 1998 in Erstausstrahlung auf ProSieben zu sehen.

## Handlung
Cybill Sheridan ist eine mäßig erfolgreiche Schauspielerin in ihren 40ern, die, weil sie nie den Durchbruch geschafft hat, darauf angewiesen ist, ihren Lebensunterhalt mit kleinen, unangenehmen Rollen in zweitklassigen TV- und Werbeproduktionen zu verdienen. Rückhalt erhält sie vor allem von ihrer besten Freundin Maryann Thorpe, einer trinkfesten Millionärsgattin, die sich einen erbitterten Kleinkrieg mit ihrem Ex-Mann, dem Schönheitschirurgen „Dr. Dick“, liefert.
Neben ihren Versuchen, doch noch groß im Showgeschäft herauszukommen, kümmert sich Cybill vor allem um ihre Familie, bestehend aus ihrer frisch verheirateten Tochter Rachel, der vorlauten Zoey und ihren beiden grundverschiedenen Ex-Ehemännern, dem Stuntman Jeff (Vater von Rachel) und dem ehemaligen Rechtsanwalt und mittlerweile erfolgreichen Schriftsteller Ira (Vater von Zoey), die immer noch ein wichtiger Teil ihres Lebens sind.

## Hintergrund
Obwohl die Serie sich stark an den Gegebenheiten typisch US-amerikanischer Sitcoms orientierte und niemals als reines Remake betrachtet wurde, durchlief Cybill im Laufe der vier produzierten Staffeln immer wieder direkte Vergleiche mit der britischen Sitcom Absolutely Fabulous. Insbesondere der Humor und die Lebensumstände beider Protagonisten wiesen Ähnlichkeiten auf; die Charaktere der besten Freundinnen verhielten sich sogar nahezu identisch.
Trotzdem oder gerade deswegen entwickelte sich Cybill bereits innerhalb der ersten Staffel zu einem passablen Publikumserfolg für den Sender CBS, der daraufhin drei weitere Staffeln in Produktion gab. Obwohl die Zuschauerzahlen bis 1998 konstant blieben, entschied der Sender sich nach Ausstrahlung der 87. Episode für das abrupte Ende der Serie. Wie Shepherd später erklärte, lag der Entscheidung der Kontext der Sitcom zugrunde: CBS habe sich niemals wirklich mit der von der Serie publizierten Darstellung weiblicher Sexualität und feministischer Grundsätze anfreunden können. Die Absetzung führte zu einem der gewichtigsten ungelösten Cliffhanger in der US-Fernsehgeschichte.

## Besetzung
Die Synchronisation der Serie wurde bei der Arena Synchron nach Dialogbüchern und unter der Dialogregie von Boris Tessmann erstellt.
| Rolle           | Schauspieler       | Synchronsprecher     |
| --------------- | ------------------ | -------------------- |
| Cybill Sheridan | Cybill Shepherd    | Monica Bielenstein   |
| Maryann Thorpe  | Christine Baranski | Liane Rudolph        |
| Jeff Robbins    | Tom Wopat          | Klaus-Dieter Klebsch |
| Rachel Blanders | Dedee Pfeiffer     | Bettina Weiß         |
| Zoey Woodbine   | Alicia Witt        | Bianca Krahl         |
| Ira Woodbine    | Alan Rosenberg     | Norbert Gescher      |

## Auszeichnungen

### Gewonnen
Emmy Awards:
- Outstanding Supporting Actress in a Comedy Series - Christine Baranski (1995)

Golden Globe Awards:
- Best TV Series-Comedy/Musical (1996)
- Best Performance by an Actress in a TV-Series - Comedy/Musical - Cybill Shepherd (1996)

Screen Actors Guild Awards:
- Outstanding Performance by a Female Actor in a Comedy Series - Christine Baranski (1996)

### Nominierungen
Emmy Awards:
- Outstanding Lead Actor in a Comedy Series - Cybill Shepherd (1995–1997)
- Outstanding Supporting Actress in a Comedy Series - Christine Baranski (1995–1998)

Golden Globe Awards:
- Best TV Series-Comedy/Musical (1996)
- Best Performance by an Actor in a TV Series-Comedy/Musical - Cybill Shepherd (1997)
- Best Performance by a TV Supporting Actress - Christine Baranski (1996–1997)

Screen Actors Guild Awards:
- Outstanding Performance by an Ensemble in a Comedy Series (1996)
- Outstanding Performance by a Female Actor in a Comedy Series - Christine Baranski (1997)